# Joseph Joachim
Joseph Joachim   (Kittsee, 28 de juny de 1831 - Berlín, 15 d'agost de 1907) va ser un director d'orquestra, violinista, compositor i professor austrohongarès. És considerat com el violinista més influent de tots els temps.

## Biografia
Va nàixer a Kittsee (Kopčany / Köpcsény), prop de Bratislava i Eisenstadt, actualment a l'estat austríac de Burgenland, de Julius i Fanny Joachim, que eren jueus hongaresos, sent el setè de vuit fills.
L'any 1833 la seua família es va traslladar a Pest, on va estudiar violí amb Stanislaus Serwaczynski, concertino de l'òpera de Pest (Serwaczynski va traslladar-se després a Lublin, Polònia, on va ser professor dels germans Henryk i Joseph Wieniawski). L'any 1839, Joachim va prosseguir els seus estudis a Viena (breument amb Miska Hauser i Georg Hellmesberger (senior); finalment —i de manera significativa — amb Joseph Böhm). Sota la protecció de la seua cosina, Fanny Wittgenstein (àvia del filòsof Ludwig Wittgenstein) va anar a viure i a estudiar a Leipzig, on esdevingué un protegit de Felix Mendelssohn. En la seua primera actuació pública amb l'Orquestra del Gewandhaus de Leipzig va tocar el concert de Heinrich Wilhelm Ernst. La interpretació del Concert per a violí i orquestra de Beethoven a Londres, l'any 1844, quan només tenia 12 anys, i sota la direcció de Mendelssohn, va suposar un gran èxit i va ajudar a situar aquesta obra en el repertori. Tot i que la seua segona gira de concerts va resultar menys exitosa, Joachim va esdevenir un ídol a Anglaterra.
Després de la mort de Mendelssohn, Joachim va quedar-se un poc de temps a Leipzig, ensenyant al Conservatori i tocant al primer faristol de l'Orquestra del Gewandhaus amb Ferdinand David. L'any 1848, Franz Liszt va establir la seua residència a Weimar, determinat a restablir la reputació de la ciutat com l'Atenes d'Alemanya. Hi va reunir un cercle de joves deixebles avantguardistes, oposats al conservador cercle de Leipzig. Joachim va participar-hi. Va servir a Listz com a concertino, i durant uns anys va abraçar entusiàsticament la nova música psicològica, com ell l'anomenava. L'any 1852 va traslladar-se a Hannover, mentre que, alhora, se separava dels ideals musicals de la Nova Escola Alemanya (Liszt, Wagner, Berlioz i els seus seguidors, com els va definir el periodista Franz Brendel) fent causa comuna amb Robert Schumann, Clara Schumann i Johannes Brahms. La seua ruptura amb Liszt es va confirmar a l'agost de 1857, quan Joachim va escriure al seu mentor: "No simpatitze gens amb la vostra música; contradiu tot allò que des de la meua tendra joventut va constituir el meu aliment intel·lectual procedent de l'esperit dels nostres grans mestres."
L'estada de Joachim a Hanover va ser el més prolífic quant a la composició. Durant aquest període, sovint tocava amb Clara Schumann i amb Brahms, tant en privat com en públic. L'any 1860 Brahms i Joachim van escriure plegats un manifest contra la música progressista de la Nova Escola Alemanya, en reacció al polèmic Neue Zeitschrift für Musik. El manifest es considera generalment com un error dels autors, i va ser acollit amb ridícul i hostilitat.
El 10 de maig de 1863 Joachim es va casar amb Amalie Weiss (Schneeweiss). L'any 1865 va abandonar el servei del rei de Hanover en protesta, quan el rei es va negar a avançar a un dels membres de l'orquestra a causa del seu origen jueu. L'any 1866 va traslladar-se a Berlín, on va ser director fundador de la Reial Acadèmia de Música i, on va tenir entre altres alumnes de violí en Bram Eldering. També hi va fundar una orquestra i, l'any 1869, el Quartet de Corda Joachim, el qual va aconseguir ràpidament la reputació de ser el millor d'Europa. Joachim era oncle de les dues—en aquell temps jovenetes-- Jelly d'Aranyi i Adila d'Aranyi, que amb el temps serien unes grans violinistes ja del segle xx. A més Adila hereta a la mort de Joachim el seu violí Stradivarius. Entre els alumnes que tingué a Berlín hi ha alguns dels que més tard serien grans concertistes de violí, el rus Issay Barmas, els alemanys Gustav Hollaender, Karl Prill i Richard Gompertz, l'eslovena Gabriela Wietrowetz, l'estatunidenc Theodore Spiering i el danès Axel Wilhelm Gade.
Joachim formà part de la Unió Musical que fundà Louis van Waefelghem juntament amb Sivori, Auer, Vieuxtemps, Sarasate que inicià els seus concerts vers l'any 1872.
L'any 1884, Joachim i la seua muller es van separar perquè estava convençut que ella havia tingut un afer amorós amb Fritz Simrock, editor de Brahms. Brahms, convençut que les sospites de Joachim no tenien base, va escriure una carta de suport a Amalie, que ella més tard utilitzaria com a prova al seu favor en el procés de divorci encetat per Joachim. Això va causar un refredament de l'amistat entre Brahms i Joachim, que no es va restaurar fins uns anys després, quan Brahms va compondre el Doble concert en la menor per a violí i violoncel, Op. 102, com una ofrena de pau al seu vell amic.
El 17 d'agost de 1903, a Berlín, va enregistrar un disc de dues cares per a la companyia Gramophone (G&T), que roman com una fascinant i valuosa font d'informació sobre l'estil d'interpretació violinística del Segle XIX. Va ser el primer violinista, que hom sàpiga, que va fer un enregistrament fonogràfic.
Joachim va romandre a Berlín fins a la seua mort, per actinomicosi, l'any 1907. Durant l'estada en la capital alemanya fundà un Quartet en el que hi va tocar el seu alumne italià Arrigo Serato (1877-1948).

## Discografia
- Joachim: Romança en do major Op. 20 (interpretada pel compositor). Ref 047906. Matrix 218y.
- Bach: 1a Sonata per a violí en sol menor BWV 1001: Preludi. Ref 047903. Matrix 204y.
- Bach: 1a Partita per a violí en si menor BWV 1022: Bourrée. Ref 047904. Matrix 205y.
- Brahms: Dansa hongaresa WoO 1: No 1. Ref 037904, Matrix 219i (prensat francès).
- Brahms: Dansa Hongaresa WoO 1: No 2. Ref 037905, Matrix 217i (prensat francès).
- Brahms: Dansa Hongaresa WoO 1: No 1. Ref 047904, Matrix 219y (prensat alemany).
- Brahms: Dansa Hongaresa WoO 1: No 2. Ref 047905, Matrix 217y (prensat alemany).

Els premsats originals són d'una sola cara i tenen una etiqueta roja de G&T. Posteriors edicions van ser a doble cara i amb etiqueta de clor negre. Les darreres són de millor qualitat.

## Influència
Entre les fites més notables que va aconseguir Joachim cal destacar la recuperació per al repertori de les Sonates i partitas per a violí sol BWV 1001-1006 de Johann Sebastian Bach, i especialment el Concert per a violí en re major, Op. 61 de Ludwig van Beethoven. Va ser dels primers a interpretar el Concert per a violí de Mendelssohn, que va estudiar amb el mateix compositor. Va tenir un paper molt destacat en la carrera de Johannes Brahms, esdevenint un incansable defensor de les seues obres malgrat les vicissituds de llur amistat. Va dirigir l'estrena anglesa de la Simfonia núm. 1 en do menor de Brahms.
Un cert nombre de col·legues contemporanis, com ara Robert Schumann, Johannes Brahms, Max Bruch i Antonín Dvořák van compondre concerts per a violí pensant en ell, molts dels quals han passat a formar part del repertori estàndard. No obstant això, el repertori de solista de Joachim va romandre relativament reduït. Malgrat la seua gran amistat amb Brahms, només va interpretar el seu Concert per a violí en re major, Op. 77 sis vegades en tota la seua vida. Mai no va interpretar el Concert per a violí en re menor, que Robert Schumann havia escrit especialment per a ell, o el Concert per a violí en la menor, Op. 53 d'Antonín Dvořák. L'obra més estranya que li va ser dedicada va ser la 'F-A-E' Sonata, una col·laboració entre Schumann, Brahms i Albert Dietrich, basada en les inicials del lema de Joachim, Frei aber Einsam (lliure però sol). Tot i que aquesta sonata s'interpreta poc de manera completa, el seu tercer moviment, l'Scherzo en do menor, compost per Brahms, s'interpreta sovint.
Les obres del mateix Joachim no són tan ben conegudes. Va tenir la reputació de ser un compositor d'un curt però distingit catàleg d'obres. Entre les seues obres n'hi ha un cert nombre per a violí (incloent-hi tres concerts) i obertures per a Hamlet i Enric IV de Shakespeare. També va compondre cadències per a concerts d'altres compositors, incloent-hi els de Beethoven i Brahms. La seua obra més coneguda és el seu Concert Hongarès, núm. 2, en re menor, Op 11.
El poeta anglès Robert Bridges va escriure un sonet sobre Joachim en el seu volum de poesia The Growth of Love.

## Instruments de Joachim
- D'infant, Joachim va tocar un Guarneri del Gesu, que va regalar a Felix Schumann després d'adquirir el seu primer Stradivarius.
- En els anys de Hannover, tocava un Guadagnini fet l'any 1767.[10]
- Després va adquirir un Stradivarius de 1714, que va tocar fins a l'any 1885.[11]
- Va bescanviar aquest instrument per un altre Stradivarius de 1713, que després seria adquirit per Robert von Mendelssohn i deixat en usufructe a un deixeble de Joachim: Karl Klingler.
- Un altre Stradivarius Joachim, de 1689, es troba actualment a la Royal Academy of Music[12]
- Un violí, l'Stradivarius ex-Joachim de 1715, es troba actualment a la Collezione Civica del Comune di Cremona.[13] Va ser regalat a Joachim amb ocasió del seu jubileu, l'any 1889.
- Altre Stradivarius de 1715, el Joachim-Aranyi.[14]
- Altre Stradivarius de 1715, després propietat de George Eastman[15]
- Un Stradivarius de 1722, després propietat de Burmester, Mischa Elman i Josef Suk.[16]
- Altre Stradivarius de 1722, que també va estar en possessió de la família Mendelssohn.[17]
- Un Stradivarius de 1723[18]
- Un Stradivarius de 1725, després en possessió de Norbert Brainin[19] Actualment tocat per Rainer Küchl.
- L'ex-Joachim viola[Cal aclariment]
 de Joseph Vieland, de Gasparo da Salo, Brescia, d'abans de 1609,[20][21]
- D'acord amb el Henley Atlas of Violin Makers, durant els temps que va passar a França, Joachim va tocar un violí fet pel luthier francès Charles Jean Baptiste Collin-Mezin.
- Un violí de Francesco Ruggeri amb l'etiqueta Nicolaus Amati[22]
- Joachim també va tocar un Guarneri del Gesu, préstec de la família Wittgenstein, potser un Guarneri del Gesu de 1737?[23]
- Un Guadagnini de 1767[10]
- Un Guadagnini de 1775[24]
- Un violí de Carlo Testore[25]
- Entre els arcs utilitzats per Joachim cal destacar un Tourte, prèviament propietat d'Ernst.

## Obres
- Op. 1 Andantino i Allegro scherzoso per a violí i piano (1848, dedicat a Joseph Böhm)
- Op. 2 Tres peces (entre 1848 i 1852), Romança, Fantasiestück, Eine Frühlingsfantasie.
- Op. 3 Concert per a violí en un moviment (sol menor, dedicat a Franz Liszt) (1851)
- Op. 4 "Hamlet" Obertura (1853)
- Op. 5 Tres peces per a violí i piano: Lindenrauschen, Abendglocken, Ballade; (dedicades a Gisela von Arnim)
- Op. 6 "Demetrius" Obertura (Herman Grimm, dedicada a Franz Liszt)
- Op. 7 "Henry IV" Obertura' (1854)
- Op. 8 Obertura a una comèdia de Gozzi' (1854)
- Op. 9 Melodies hebrees per a viola i piano
- Op. 10 Variacions per a viola i piano (al voltant de 1860)
- Op. 11 Concert per a violí núm. 2, en re menor a l'estil hongarès" (1861)
- Op. 12 Nocturn per a violí i orquestra en la major (1858)
- Concert per a violí núm. 3, en sol major (1875)
- Op. 13 Obertura elegíaca "In Memoriam Heinrich von Kleist" (al voltant de 1877)
- Escenes de "Demetrius", de Schiller (1878)
- Obertura en do major (1896)
- Dues marxes per a orquestra
- Andantino en la menor per a violí i orquestra (també per a violí i piano)
- Romança en si bemoll major per a violí i piano
- Romança en do major per a violí i piano
- Variacions per a violí i orquestra en mi menor

També va compondre cadències per a alguns dels concerts per a violí més coneguts, i va fer una transcripció virtuosística per a violí i piano de les 21 Danses hongareses de Brahms. A més, l'any 1855 va fer una versió per a gran orquestra del Gran duo en do major per a dos pianos,(D. 812), de Schubert, que molts erudits de l'època consideraven, potser incorrectament, un esborrany de reducció a piano d'una simfonia perduda.
Va editar nombroses obres musicals, moltes en col·laboració amb Andreas Moser.

## Enregistraments

### Enregistraments de Joseph Joachim (1903)
- J. S. Bach: Partita per a violí sol núm. 1 en si menor, BWV 1002: 7è moviment, Tempo di Bourée, Joseph Joachim (violí), Pearl Catàleg: 9851 (també a Testament (749677132323)).
- Johannes Brahms: Danses hongareses (21) per a piano a 4 mans, WoO 1: núm. 1 en sol menor (arr. Joachim), Joseph Joachim (violí), Opal Recordings (també a Testament (749677132323)).
- Johannes Brahms: Dansa hongaresa núm. 2 en re menor (arr. Joachim), Joseph Joachim (Violí), Catàleg Grammophon # 047905; HMV, D88.
- J. Joachim: Romança en do major, Joseph Joachim (Violí), Pearl Catalog: 9851

### Enregistraments d'obres de Joachim
- Concert per a violí núm. 2, en re menor a l'estil hongarès", Op. 11 Rachel Barton Pine (violí), Carlos Kalmar (director d'orquestra), Chicago Symphony Orchestra, Cedille Records: CDR 90000 068
- Concert per a violí núm. 2, en re menor a l'estil hongarès", Op. 11: Elmar Oliviera (violí), Leon Botstein (director d'orquestra), London Philharmonic, IMP
- Concert per a violí núm. 2, en re menor a l'estil hongarès", Op. 11: Aaron Rosand (violí), Louis de Froment (director d'orquestra), Orquestra Simfònica de la Radiotelevisió de Luxembourg, Vox Catalog #: 5102
- Concert per a violí núm. 3, Takako Nishizaki (violí), Meir Minsky (director d'orquestra), Orquestra Simfònica de la Ràdio de Stuttgart, Naxos #: 8554733
- Obertura Hamlet, Op. 4, Meir Minsky (director d'orquestra), Orquestra Simfònica de la Ràdio de Stuttgart, Naxos #: 8554733
- Elegische Ouvertüre, Op. 13, Meir Minsky (director d'orquestra), Orquestra Simfònica de la Ràdio de Stuttgart, Naxos #: 8554733
- Andantino i Allegro scherzoso, Op. 1: Andantino, Marat Bisengaliev (violí), John Lenehan (Piano), Naxos #: 553026
- Romança en si major, Marat Bisengaliev (violí), John Lenehan (Piano), Naxos #: 553026
- Melodies hebrees, Op. 9, Anna Barbara Dütschler (Viola), Marc Pantillon (Piano), Claves #: 9905
- Heinrich IV Overture, Op. 7 (2 pianos, arr. Johannes Brahms), Duo Egri-Pertis, Hungaroton #: 32003
- Variacions per a viola i piano, Op. 10 (Nombrosos enregistraments)
- Variacions per a violí i orquestra en mi menor, Vilmos Szabadi (violí), László Kovács (director d'orquestra), Orquestra Simfònica del Nord d'Hongria, Hungaroton #: 32185

## Deixebles de Joachim
- Arthur Oróbio de Castro,
- Sol Marcosson[26]
- Richard Moiseyevich Burgin[27]
- Franz Esser
- Nahan Franko (1861-1930),
- Hugo O. Olk (1868-1930)[28]
- Riccardo Tagliacozzo, (1878-[...?]),[29]
- Anton Svendsen
- Otie Chew Becker,
- Thaddeus Rich (1885-1969)[28]
- Melanie Michaelis,
- Tivadar Nachéz,[30]
- Arnoldo Schering (1877-1941) musicòleg.
- Martin Friedland (1881-1940) compositor i escriptor.
- Siegfried Ochs (1858-1929) director de cor i compositor.
- Richard Barth (1850-1923) compositor i violinista alemany.
- Arrigo Serato (1877-1948) violinista italià.
- Enrico Polo (1868-1953) violinista italià
- Georges Pantillon (1879-1962) músic francès.
- Bernardo Valentin Moreira de Sa (1853-1924) violinista i pedagog portuguès.
- Karel Halíř (1859-1909) violinista bohemi.
- Ettore Pinelli (1843-1915) violinista i compositor italià.
- Marie Soldat-Roeger (1864-1955) violinista austríaca.
- Ernst Schiever (1844-1915) violinista i director d'orquestra.
- Henri Petri (1856-1914) Violinista i director d'orquestra.
- Leopold Auer, (1845—1930) Violinista i professor, va estuadiar amb Joachim a Hannover.
- Rawdon Christopher Briggs violinista anglès.[31]
- Willy Burmester
- Will Marion Cook
- Carl Courvoisier (1846-1908), autor de Teècniques d'interpretació del violí segons el mètode Joachim, Londres: The Strad Library, No. I, 1894.
- Sam Franko
- Carl Haliř (Pronunciat: Halirsch; 1859-1909) violinista alemany, membre delk Quartet Joachim.
- Willy Hess
- Jenő Hubay Violinista, compositor.
- Bronisław Huberman, (1882-1947)[32]
- Karl Klingler Violinista del Quartet Klingler i successor de Joachim a la Berlin Hochschule. Klingler va ser el professor de Shinichi Suzuki.
- Joseph Kotek - Yosif / Josef. Violinista rus. (1855-1885)
- Pietro Melani
- W. J. Meyer (1853-1940)
- Andreas Moser (1859-1925) Violinista i ajudant de Joachim. Moser va escriure la primera biografia de Joachim. Va ajudar-lo a recuperar les partitures originals de les sonates i partitas de J.S. Bach per a vilí sol, i va col·laborar amb ell en nombroses edicions.
- Tivadar Nachèz, (Budapest 1859 - Lausanne 1930)
- Enrico Polo, (1868 - 1953).
- Willibald Richter, (1860-1929), pianista, organista i professor anglès d'origen alemany. Deixeble, amic i acompanyant de Joachim. Deixeble de Haupt, Lebert, Liszt, Mischalek i Oscar. Va fundar el College of Music de Leicester.
- Camillo Ritter, professor de William Primrose
- Ossip Schnirlin, (? - 1937)
- Theodore Spiering, (1871-1925) violinista nord-americà. Nascut a St. Louis però resident a Chicago. Concertino de l'Orquestra Filharmònica de Nova York (1909-1911).
- Donald Francis Tovey, (1875-1940) compositor i pianista anglès.
- Franz von Vecsey, (Budapest,1893-1935) Va estudiar amb Hubay, i després amb Joachim. Dedicatari del Concert per a violí de Sibelius.
- Alfred Wittenberg
- Emile Shinner (1862-1901) violinista va estudiar amb Johann Jacobsson i després amb Joachim.
- Karl Klingler,[33]
- Waldemar Meyer.[34]
- Henry Such,[35]
- Ernst Wendel.[36]